# Stefan Niederseer
Stefan Niederseer (ur. 29 września 1962 r.) – austriacki narciarz alpejski. Nie startował na igrzyskach olimpijskich ani mistrzostwach świata. Najlepsze wyniki w Pucharze Świata osiągnął w sezonie 1985/1986, kiedy to zajął 31. miejsce w klasyfikacji generalnej.

## Sukcesy

### Puchar Świata

#### Miejsca w klasyfikacji generalnej
- 1982/1983 – 59.
- 1983/1984 – 43.
- 1984/1985 – 44.
- 1985/1986 – 31.
- 1986/1987 – 39.

#### Miejsca na podium
1. Bad Kleinkirchheim – 14 lutego 1985 (zjazd) – 3. miejsce